# Superclub
Pour les articles homonymes, voir Superclub (homonymie).
 (octobre 2012).
Si vous disposez d'ouvrages ou d'articles de référence ou si vous connaissez des sites web de qualité traitant du thème abordé ici, merci de compléter l'article en donnant les références utiles à sa vérifiabilité et en les liant à la section « Notes et références ».

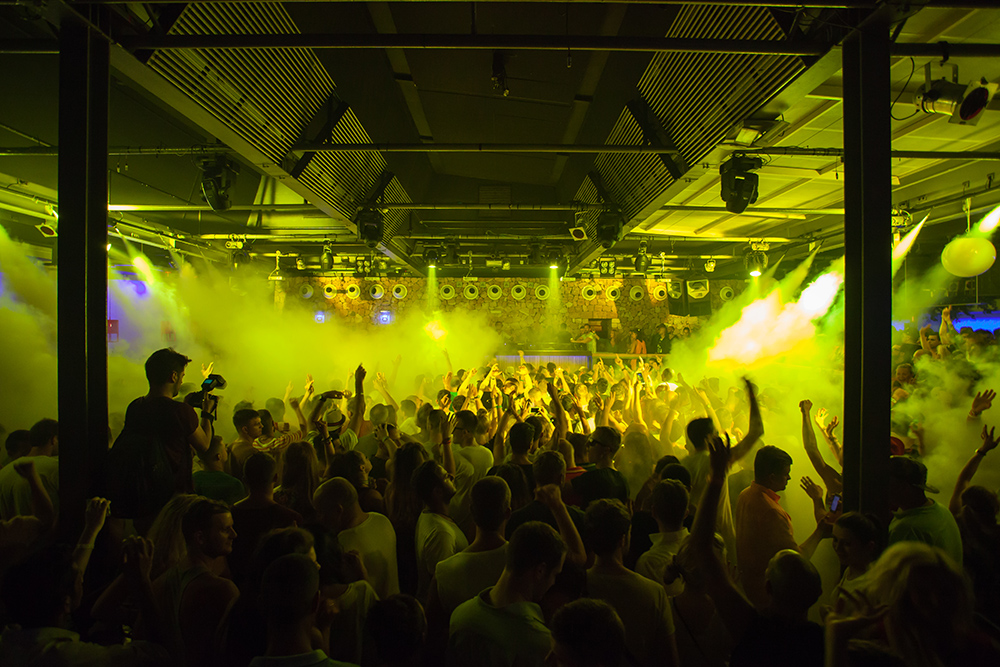
Intérieur d'un superclub à Ibiza.

Superclub est un terme utilisé pour désigner une boîte de nuit appartenant et gérée par une maison de disques, tels que The Haçienda club, qui était la propriété de Factory Records. Le terme a également été utilisé pour décrire les grandes discothèques multiscénario, à grande capacité et à haut-profil, comme le Pacha à Ibiza ou certaines discothèques des années 1970 telles que le Studio 54.